# 右門捕物帖 片目の狼
『右門捕物帖 片眼の狼』（うもんとりものちょう かためのおおかみ）は、1959年（昭和34年）3月3日公開の日本映画。製作：東映京都撮影所、配給：東映。監督：沢島忠。カラー、東映スコープ、87分。別題は『右門捕物帖 片目の狼』。
大友柳太朗主演版『右門捕物帖』シリーズの第1作。大友は、嵐寛寿郎が戦前から演じていた「むっつり右門」こと近藤右門役を引き継ぎ、東映で本作以降7本のシリーズに主演した。

## あらすじ
将軍の寛永寺参詣5日前に、将軍直属の御庭番5人が同じ場所で一斉に首吊り死体となって発見された。北町同心・近藤右門は他殺と判断、将軍暗殺の陰謀をめぐらせる謎の組織「片眼の狼」の正体を暴き、追い詰める。

## 配役
- むっつり右門＝近藤右門：大友柳太朗
- 牛若の半次（遊び人）：里見浩太郎
- おゆみ（矢場女）：桜町弘子
- 稲妻のお由（右門配下の密偵・矢場の店主）：雪代敬子
- ふみ代（旅役者）：藤本二三代（ビクター）
- 梢（旅役者・半次の恋人）：花園ひろみ
- あばたの敬四郎＝村上敬四郎：進藤英太郎
- 六郎左衛門（弓師・玄庵の協力者）：原健策
- おしゃべり伝六（右門配下の岡っ引き）：堺駿二
- 石井玄庵（医師・「片眼の狼」首領）：三島雅夫
- 松平伊豆守（北町奉行）：山形勲
- 赤沢玄蕃（玄庵の部下）：阿部九州男
- 猿廻しの吉兵ヱ（玄庵の部下）：沢村宗之助
- 喜助（六郎左衛門の店の番頭）：夢路いとし（大宝芸能）
- チョン切れ松（あば敬配下の岡っ引き）：喜味こいし（大宝芸能）
- 酒井能登守：小柴幹治
- 阿部豊後守：片岡栄二郎

- 京極右京：高松錦之助
- 武ヱ門：団徳麿
- 又造：長田進
- 文吉：中野文男
- 自身番の小者：東日出雄
- 職人：石丸勝也
- 戸田監物：長島隆一
- 門番：大丸巌
- 堀田備後守：水野浩
- 山田八左衛門：那須伸太朗
- 市田文之丞：中村幸吉
- 安藤主膳：古石孝明
- 浅山定之進：波多野博
- 木戸の役人：南洞研二
- 駕籠屋：伊吹幾太郎
- お春：美山れい子
- お夏：野崎邦枝
- お冬：西辻利々子
- お美代：月笛好子
- おきよ：太田優子
- おこう：七条友里子

## スタッフ
- 監督：沢島忠
- 企画：中村有隣
- 原作：佐々木味津三
- 脚本：鷹沢和善
- 撮影：伊藤武夫
- 照明：田辺謙一
- 録音：石原貞光
- 美術：桂長四郎
- 編集：宮本信太郎
- 音楽：鈴木静一
- 和楽：望月太明吉
- 振付：花柳啓之
- 進行主任：鳥居高樹
- 現像：東洋現像所
- 装置：西川春樹
- 背景：安井駿太郎
- 装飾：縄田功
- 記録：小島淑子
- 衣裳：上野徳三郎
- 美粧：林政信
- 結髪：西野艶子
- スチール：熊田陽光
- 擬斗：足立伶二郎
- 助監督：山崎大助
- 撮影助手・計測：脇武夫
- 照明助手：徳永進
- 録音助手：堀場一朗
- 美術助手：富田治郎
- 編集助手：細谷修三
- 演技事務：和田学
- 進行：藤井又衛

## ネット配信
- YouTube「東映時代劇YouTube」の企画「大友柳太朗生誕110年記念」の一環として、2022年6月11日18:00（JST）から同年同月19日23:59（JST）まで無料配信された。